# Avel·lí Corma i Canós
Avel·lí Corma i Canós (Moncofa, 15 de desembre de 1951) és un químic i professor valencià, reconegut com un dels majors experts mundials en l'àmbit de la catàlisi. En la seua trajectòria, acumula centenars de publicacions científiques i patents dins d'este camp de la química industrial, així com desenes de guardons i distincions internacionals.

## Trajectòria professional
Corma i Canós va nàixer el 15 de desembre de 1951 a la població de Moncofa (Plana Baixa). Va estudiar química a la Universitat de València, on es va llicenciar en 1973, i posteriorment es va doctorar a la Universitat Complutense de Madrid l'any 1976. Va passar a treballar al Departament d'Enginyeria química de la Universitat de Queen del Canadà i, en 1979, va entrar a formar part del Consell Superior d'Investigacions Científiques espanyol (CSIC), del qual en va esdevenir professor l'any 1987.
En 1990 va fundar l'Institut de Tecnologia Química, un centre d'investigació mixt entre el CSIC i la Universitat Politècnica de València. En fon el director fins al 2010 i va centrar-hi la seua recerca en catalitzadors, en processos catalítics sostenibles en el camp del refinament d'hidrocarburs i en derivats de la biomassa.
Membre de la Royal Society, en 2014 fou guardonat, juntament amb Mark E. Davis i Galen D. Stucky, amb el Premi Príncep d'Astúries d'Investigació Científica i Tècnica. També és membre de la Reial Acadèmia d'Enginyeria d'Espanya, de l'Acadèmia Europea, de la Reial Acadèmia de Ciències Exactes, Físiques i Naturals d'Espanya, de l'Acadèmia Nacional d'Enginyeria estatunidenca i del comité de direcció de les revistes més importants en el camp de la catàlisi.

## Premis
- Premi Dupont (1995)
- Premi Nacional d'Investigació Leonardo Torres Quevedo (1995)
- Premi de Recerca Iberdrola de Química (1998)
- Premi G. Ciapetta, Houdry i Michel Boudart Award for the Advancement of Catalysis de la North American Catalyst Society
- Premi Rei Jaume I de Noves Tecnologies (2000)
- Premi “François Gault” de la European Catalysis Society (1998 i 2001)
- Orde del Mèrit Civil d'Espanya (2002).
- Breck Award de la International Zeolite Association (2004)
- Medalla d'Or de la Reial Societat Espanyola de Química (2005)
- Premi Nacional de Ciència i Tecnologia de Mèxic (2006)
- G.A. Somorjai Award de la Societat Química Americana (2008)
- Premi Boudart Award for Advanced Catalysis (2009)
- Premi A. V. Humbold Research Award (2009)
- Eni Award (2010), Royal Society of Chemistry Centenary Prize (2010)
- premi Rhodia Pierre-Gilles de Gennes Prize for Science and Industry (2010)
- Medalla d'Or del Fòrum QUÍMICA i SOCIETAT a la Trajectòria en Recerca Química 2001-2010
- Gran Medalla de l'Acadèmia de les Ciències francesa 2011.
- Distinció de la Generalitat Valenciana al Mèrit Científic (2011)[8][9]
- Premi a la Recerca i la Invenció de la Fundació García-Cabrerizo (2012)
- Alta Distinció de la Generalitat Valenciana (2014)[10]
- Premi Príncep d'Astúries de Recerca Científica i Tècnica (2014)[11]
- Medalla de la Universitat Politècnica de València (2015)
- Premi a l'Inventor Europeu a tota la trajectòria professional (2023)[2]

Ha estat investit doctor honorífic per fins a tretze universitats d'arreu del món: Universitat d'Utrecht (2006), UNED (2008), Universitat Tècnica de Múnic (2008), Universitat Jaime I de Castelló (2008), Universitat de València (2009), Universitat de Böchum (2010), Universitat d'Alacant (2010), Universitat d'Ottawa (2012), Universitat Tecnològica de Delft (2013), Universitat de Bucarest (2014), Universitat de Jaén (2015), Universitat de Cantàbria (2016) i Universitat de Còrdova (2018).